# Georges Chaudoir
Georges Chaudoir est un maître tapissier et peintre cartoniste belge qui fit revivre le dernier atelier de haute-lisse bruxellois au 56 rue des Ailes à Schaerbeek. Il naquit à Liège le 28 janvier 1890 et décéda au château de Chairière-sur-Semois le 30 août 1969.
Il était le fils de Maurice Chaudoir, docteur ès-sciences physiques et mathématiques et ingénieur-électricien, et d'Adélaïde Roberti.
Il avait épousé à Harzé, le 9 avril 1912, Suzanne Perot (1893-1984) qui le seconda dans son activité de maître-tapissier et continua cette entreprise après sa mort. Suzanne Perot était la fille du notaire Jules Perot et de Sophie Beaudrihaye, elle-même fille du général Prosper Beaudrihaye et d'Anna Straatman, et petite-fille de l'armateur bruxellois Lambert Straatman et Sophie Fautier.

## La manufacture de tapisseries Chaudoir
Georges Chaudoir, avec l'aide active de son épouse Suzanne Perot, est considéré comme le rénovateur de l'art de la tapisserie, jadis si développée à Bruxelles mais il est également, hélas, le dernier représentant de cette activité qui fit la renommée de Bruxelles durant de longs siècles.
Il avait repris en 1910 l'atelier d'Arthur Lambrechts fondé en 1878, presque cent ans après la fermeture de l'atelier de Jacques Van der Borcht le dernier représentant de l'antique tradition.
Après son décès, Suzanne Perot avec l'aide d'une de ses filles Georgette Lambin-Chaudoir et son petit-fils Michel Borin, décorateur sorti de l'École d'Art et Métiers d'Etterbeek, continuèrent cette entreprise jusqu'au décès de Suzanne Perot.
C'est ainsi que prit fin, la dernière manufacture bruxelloise qui seule avait le droit d'user de la marque BB (Bruxella in Brabantia) entourant l'écusson de gueules des maîtres tapissiers bruxellois et que l'on retrouve chez les maîtres tels que les Leyniers, Van der Borcht, Reydams, ou Van der Dussen.

## Les artistes créateurs
Outre Georges Chaudoir lui-même, de nombreux peintres ont consacré leur talent à exécuter des cartons pour cet atelier, tels que Lismonde, Jean Van Noten (de), Robert Degeneve, Remi Smits, José Crunelle, Claude Rahir ou Michel Borin déjà cité.

## L'avenir de la tapisserie bruxelloise
Avec la fermeture de la "Manufacture Chaudoir", une antique tradition bruxelloise a disparu.
Aucun musée spécifiquement consacré à la tapisserie bruxelloise ne rappelle cette longue page de gloire artistique qui rendit Bruxelles célèbre dans le monde entier, les œuvres des tapissiers bruxellois figurent néanmoins dans de nombreux musées belges et étrangers.